# Anaplecta lepesmei
Anaplecta lepesmei är en kackerlacksart som beskrevs av Lucien Chopard 1945. Anaplecta lepesmei ingår i släktet Anaplecta och familjen småkackerlackor. Inga underarter finns listade i Catalogue of Life.